# Roccaforte del Greco
Roccaforte del Greco (Βουνί, Vunì in dialetto greco-calabro) è un comune italiano di 300 abitanti della città metropolitana di Reggio Calabria in Calabria.

## Geografia fisica
Il comune è posto 971 m s.l.m., sul versante meridionale dell'Aspromonte interno all'area della Bovesia.

## Monumenti e luoghi d'interesse
- Frana Colella, geosito di rilevanza internazionale costituente uno dei più estesi fenomeni franosi europei.

### uzione demografica
Abitanti censiti

Il comune, che al censimento del 1921 contava più di 2 000 abitanti, dagli anni sessanta del XX secolo è soggetto a un intenso spopolamento, dovuto primariamente all'emigrazione, che nel 2011 ha ridotto i residenti a 550, ulteriormente calati a 321 nel 2023.

## Cultura

### Istruzione

#### Scuole
A seguito della Delibera della Giunta Regionale della Calabria n. 1 del 4 gennaio 2024 relativa all’approvazione del Piano di razionalizzazione della rete scolastica e di programmazione dell’offerta formativa per l'anno scolastico 2024/2025, i bambini e le bambine del Comune di Roccaforte del Greco continuerenno a frequentare le scuole ubicate nei limitrofi comuni di Bagaladi e San Lorenzo afferenti all’ Istituto Comprensivo “Corrado Alvaro - Pasquale Megali” (scuola dell'infanzia, scuola primaria e scuola secondaria di primo grado), con sede amministrativa nel Comune di Melito di Porto Salvo.

## Geografia antropica

### Frazioni
La sua unica frazione è Ghorio di Roccaforte.

## Infrastrutture e trasporti
Il comune è attraversato dalla strada provinciale 23, che conduce alla Strada provinciale 3.

## Amministrazione
| Periodo                                          | Periodo                                       | Primo cittadino                                                                                    | Partito                         | Carica                    | Note                               |
| ------------------------------------------------ | --------------------------------------------- | -------------------------------------------------------------------------------------------------- | ------------------------------- | ------------------------- | ---------------------------------- |
| 18 agosto 1988                                   | 30 agosto 1990                                | Vincenzo Gulli                                                                                     | Partito Comunista Italiano      | Sindaco                   | [ 7 ]                              |
| 30 agosto 1990                                   | 19 ottobre 1990                               | Antonio Contarino                                                                                  |                                 | Commissario prefettizio   | [ 8 ]                              |
| 19 ottobre 1990                                  | 24 dicembre 1990                              | Antonio Contarino                                                                                  |                                 | Commissario straordinario | [ 9 ]                              |
| 19 gennaio 1991                                  | 5 novembre 1991                               | Giuseppe Attinà                                                                                    | Democrazia Cristiana            | Sindaco                   | [ 10 ]                             |
| 5 novembre 1991                                  | 21 novembre 1992                              | Paolo Morisani                                                                                     |                                 | Commissario straordinario | [ 11 ]                             |
| 21 novembre 1992                                 | 10 febbraio 1996                              | Andrea Giuseppe Mafrica                                                                            | Democrazia Cristiana            | Sindaco                   | [ 12 ] [ 13 ]                      |
| 10 febbraio 1996 30 luglio 1996                  | 25 aprile 1998 30 luglio 1996 25 aprile 1998  | Paolo Morisano Carmelo Musolino Alessandro Pentimalli Maria Grazia Nicolò                          |                                 | Commissari straordinari   | [ 14 ] [ 15 ] [ 16 ] [ 17 ]        |
| 25 aprile 1998                                   | 25 maggio 1998                                | Paolo Morisano Maria Grazia Nicolò Alessandro Pentimalli                                           |                                 | Commissari prefettizi     | [ 18 ] [ 19 ] [ 20 ]               |
| 26 maggio 1998                                   | 26 novembre 1998                              | Gianfranco Ielo                                                                                    |                                 | Commissario prefettizio   | [ 21 ]                             |
| 30 novembre 1998                                 | 15 giugno 1999                                | Gianfranco Ielo                                                                                    |                                 | Commissario prefettizio   | [ 22 ]                             |
| 15 giugno 1999                                   | 17 aprile 2000                                | Gianfranco Ielo                                                                                    |                                 | Commissario prefettizio   | [ 23 ]                             |
| 17 aprile 2000                                   | 27 ottobre 2003                               | Marco Gullì                                                                                        | Lista civica                    | Sindaco                   | [ 24 ] [ 25 ]                      |
| 27 ottobre 2003 18 dicembre 2003 2 febbraio 2004 | 30 maggio 2006 2 febbraio 2004 30 maggio 2006 | Maria Cacciola Maria Antonietta Licciardello Natalia Ruggieri Maria Grazia Surace Domenico Fichera |                                 | Commissari straordinari   | [ 26 ] [ 27 ] [ 28 ] [ 29 ] [ 30 ] |
| 30 maggio 2006                                   | 28 febbraio 2011                              | Ercole Nucera                                                                                      | Lista civica di centro-sinistra | Sindaco                   | [ 31 ] [ 32 ]                      |
| 28 febbraio 2011                                 | 28 maggio 2013                                | Francesco Battaglia Emma Caprino Vito Turco                                                        |                                 | Commissari straordinari   | [ 33 ] [ 34 ] [ 35 ]               |
| 28 maggio 2013                                   | 28 maggio 2014                                | Emma Caprino                                                                                       |                                 | Commissario prefettizio   | [ 36 ] [ 37 ]                      |
| 28 maggio 2014                                   | 1 giugno 2015                                 | Emma Caprino                                                                                       |                                 | Commissario prefettizio   | [ 38 ] [ 39 ]                      |
| 1 giugno 2015                                    | 22 settembre 2020                             | Domenico Penna                                                                                     | Lista civica                    | Sindaco                   | [ 41 ]                             |
| 22 settembre 2020                                | in carica                                     | Domenico Penna                                                                                     | Lista civica                    | Sindaco                   | [ 42 ]                             |